# Zielona Góra (comune rurale)
Zielona Góra era un comune rurale polacco del distretto di Zielona Góra, nel voivodato di Lubusz. Ricopriva una superficie di 220,45 km² e nel 2004 contava 15 834 abitanti. Il capoluogo era Zielona Góra, che non faceva parte del territorio. Il comune rurale è stato soppresso il 1º gennaio 2015 e il suo territorio aggregato al comune di Zielona Góra.